# Nyctus
Nyctus là một chi bướm ngày thuộc họ Bướm nâu.